# 井上さつき
井上さつき（いのうえ さつき、1956年5月 - ）は、日本の音楽学者、愛知県立芸術大学教授。近代フランス音楽史と日本近代の洋楽器受容史を研究。

## 経歴
東京都生まれ。1978年東京藝術大学音楽学部楽理科卒業。同大学院博士課程満期退学。修士課程在学中にフランス留学、ソルボンヌ大学修士課程修了。
愛知県立芸術大学音楽学部専任講師、助教授、教授。2007年、博士学位論文「19世紀パリ万博における音楽 「音楽展」を中心に」により東京芸術大学から博士（音楽学）を授与された。

## 著書
- ミシェル・カルドーズ 著、平島正郎、井上さつき 訳『ビゼー―「カルメン」とその時代』音楽之友社、1989年9月1日。ISBN 978-4276224810。 NCID BN03999678。
- アンリ=ルイ・ド・ラ・グランジュ 著、船山隆、井上さつき 訳『グスタフ・マーラー 失われた無限を求めて』草思社、1998年12月10日。ISBN 978-4794205193。 NCID BN09803349。
- 井上さつき『パリ万博 音楽案内』音楽之友社、1998年12月10日。ISBN 978-4276330825。 NCID BA35507024。
- ラヴェル 著、井上さつき 訳『スペイン狂詩曲（楽譜）』音楽之友社〈Ongaku no tomo miniature scores OGT-227〉、1999年11月1日。ISBN 978-4276909632。 NCID BA72687526。
- ベルリオーズ 著、井上さつき 訳『幻想交響曲 作品14（楽譜）』音楽之友社〈Ongaku no tomo miniature scores OGT-235〉、2001年5月11日。ISBN 978-4276918757。 NCID BA60505268。
- 井上さつき 他 著、編集委員会 編『転換期の音楽―新世紀の音楽学フォーラム』音楽之友社、2002年10月8日。ISBN 978-4276139077。 NCID BA59267785。
- アービー・オレンシュタイン 著、井上さつき 訳『ラヴェル―生涯と作品』音楽之友社、2006年12月1日。ISBN 978-4276131552。 NCID BA79536405。
- 井上さつき『音楽を展示する―パリ万博1855‐1900』法政大学出版局、2009年3月1日。ISBN 978-4588364129。 NCID BA89694093。
- 井上さつき、今谷和徳『フランス音楽史』春秋社、2010年2月26日。ISBN 978-4393931875。 NCID BB01236284。
- 井上さつき 他 著、佐藤直樹 編『ローマ : 外国人芸術家たちの都』竹林舎〈西洋近代の都市と芸術 1〉、2013年11月1日。ISBN 978-4902084634。 NCID BB14097497。
- 井上さつき『日本のヴァイオイリン王 鈴木政吉の生涯と幻の名器』中央公論新社、2014年5月9日。ISBN 978-4-12-004612-4。 NCID BB15667783。
- 井上さつき『ラヴェル』中央公論新社〈作曲家 人と作品シリーズ〉、2019年10月19日。ISBN 978-4276221970。 NCID BB29133936。
- 井上さつき『ピアノの近代史 : 技術革新、世界市場、日本の発展』中央公論新社、2020年2月6日。ISBN 978-4120052675。 NCID BB29745987。
- 井上さつき 他『音楽と越境 8つの視点が拓く音楽研究の地平』音楽之友社、2022年1月28日。ISBN 978-4276139114。 NCID BC1239296X。
- 井上さつき 他 著、万博学研究会 編『万博学/Expo-logy (創刊号)』思文閣出版、2022年12月19日。ISBN 978-4784220489。 NCID BC18877688。

## 出演

### ラジオ
- NHK-FM 「ブラボー!オーケストラ」

FM音楽番組の構成、特に、NHK「あさのバロック」の構成は10年以上担当した。
クラシック番組の解説者としての出演も多数

### コンサート
- 全4回「幻の政吉ヴァイオリンでたどる名古屋の知られざる音楽史　明治—大正—昭和前期」2015年 宗次ホール
  - 第1回 名古屋市公会堂が新しかった頃の名演奏家たちのコンサート 2015年5月15日（金）
桐山建志（ヴァイオリン）、江川智沙穂（ピアノ）、井上さつき（お話・構成）
  - 第2回 ヴァイオリンで邦楽曲〜明治大正の音楽会 2015年11月20日（金）
江頭摩耶（Vi）戸谷誠子（ピアノ）野村祐子（箏）野村峰山（尺八）、井上さつき（お話・構成）
  - 第3回 政吉と鎮一〜親子の絆 2016年5月18日（水）
桐山建志（ヴァイオリン）、江川智沙穂（ピアノ）、井上さつき（お話・構成）
  - 第4回 物理学者アインシュタインとヴァイオリン 2016年11月15日（火）[3]
桐山建志（ヴァイオリン）、江頭摩耶（ヴァイオリン）、江川智沙穂（ピアノ）、井上さつき（お話・構成）